# Codex Seraphinianus
Der Codex Seraphinianus ist ein Künstlerbuch des italienischen Architekten, Industriedesigners und Künstlers Luigi Serafini, das er in 30 Monaten zwischen 1976 und 1978 geschrieben und illustriert hat.

## Inhalt
Es umfasst, je nach Edition, etwa 360 Seiten, und scheint eine illustrierte Enzyklopädie aus einer anderen, fremdartigen Welt zu sein. Der Text ist in einer Phantasiesprache mit erfundenen Schriftzeichen gedruckt und mit farbigen, surrealistischen und detailgenauen Illustrationen üppig ausgestattet. Es erinnert in seinem Aussehen an das Voynich-Manuskript, der Leser assoziiert Schriften untergegangener Kulturen, die für uns nicht mehr lesbar sind.

## Vorbilder
Literarische und künstlerische Paten des Buches sind einerseits Diderots Enzyklopädie, in der das Wissen des 18. Jahrhunderts zusammengefasst und geordnet vorgestellt und mit detaillierten Illustrationen veranschaulicht wird, und ebenso die phantastische Bilderwelt eines Hieronymus Bosch und die von Borges zitierte – fingierte – Chinesische Enzyklopädie.

## Veröffentlichung
Das Buch wurde erstmals 1981 in einer zweibändigen Ausgabe von dem italienischen Künstler und Verleger Franco Maria Ricci herausgegeben und veröffentlicht, der sich auf sorgfältige und kostspielige Faksimile-Ausgaben von herausragenden Zeugnissen der Buchkunst und auf die Förderung junger Künstler spezialisiert hat und eine Gesamtausgabe der Werke von Borges im Programm hat. Das Papier des kostspielig gefertigten und in kleiner Auflage gedruckten Buchs ist handgefertigt, es ist in Seide mit Goldprägung gebunden und mit einer Mappe aus Karton und Halbleinen geschützt.
Eine einbändige Ausgabe folgte 1993, 2006 erschien eine überarbeitete italienische Ausgabe mit neuen Illustrationen.

## Aufbau
Das Buch behandelt, wenn man aus den Bildern folgert, in 11 Kapiteln vermutlich folgende Themen:
1. Die Flora der unbekannten Welt, darunter migrierende Bäume oder solche, die in Form von Stühlen wachsen, Gebrauchsgegenstände ausbilden usw.
2. Die Fauna: Lebewesen, die denen auf unserer Erde ähneln, aus Haushaltsgeräten bestehen oder merkwürdige Mimikry betreiben.
3. Andere zweibeinige Lebensformen und deren Lebensraum, davon einige mit vermutlich politischer Bedeutung und solche, die zu Raubkatzen mutieren.
4. Merkwürdige Teilchen und Partikeln, vermutlich die Physik der phantastischen Welt.
5. Bizarre Maschinen und Fahrzeuge
6. Humanoide Lebewesen, deren Subspezies, Ethnien, und deren Verhalten, sogar mit Rädern statt Füßen und Untote.
7. Wahrscheinlich eine Auflistung von historischen Persönlichkeiten und deren Lebensdaten, Skelette, ehemalige Potentaten sowie eine Darstellung von Kriegen und politischen Bräuchen.
8. Hier wird die Schrift, die im ganzen Codex Anwendung findet, behandelt, vermutlich auch die Sprache, Aussprache und Grammatik.
9. Speisen und deren Zubereitung, die kultische Verehrung von Kühlschränken, absonderliche Kleidungsstücke und vermutlich der Kontext, in welchem diese getragen werden.
10. Spielkarten, Spiele, Sportarten und religiös anmutende Handlungen.
11. Die Architektur der fremden Welt; es werden gewagte Gebäude gezeigt, die sogar zwischen zwei Abgründen hängen.

## Schrift des Codex
Die Schrift und Sprache, in welcher der Codex verfasst ist, konnte bis heute nicht enträtselt werden. Die Schrift ähnelt einer Kursiven, sie scheint geschrieben in der Richtung von links nach rechts, in waagerechten Zeilen von oben nach unten, und sie hat Ober- und Unterlängen.
In einem Gespräch der Oxford University Society of Bibliophiles vom 8. Mai 2009 sagte Serafini, dass die Schrift des Codex asemisch sei, und dass seine Erfahrung beim Schreiben der beim „automatischen Schreiben“ gleiche, und dass er durch sein Alphabet erreichen wolle, dass der Leser dieselben Empfindungen erlebe wie Kinder, die vor Büchern sitzen, die sie noch nicht lesen können, von denen sie aber wissen, dass sie für Erwachsene Sinn haben.

## Ausgaben
- Erstausgabe
  - Luigi Serafini, Codex Seraphinianus, Milano: Franco Maria Ricci [I segni dell'uomo, 27-28]. Zweibändige Erstausgabe 1981. ISBN 88-216-0026-2. ISBN 88-216-0027-0.
- Einbändige Ausgaben in den USA, Deutschland und den Niederlanden.
  - Amerikanische Ausgabe: New York: Abbeville Press, 1983. ISBN 0-89659-428-9;
  - Deutsche Ausgabe München: Prestel, 1983. ISBN 3-7913-0651-0;
  - Niederländische Ausgabe: Amsterdam: Meulenhoff/Landshoff, 1983. ISBN 90-290-8402-2.

- 1993 erschien eine erweiterte einbändige Ausgabe.
  - Französische Ausgabe mit einem Vorwort von Italo Calvino, übers. von Yves Hersant und Geneviève Lambert, Milano: Franco Maria Ricci [Les signes de l'homme, 18], 1993. ISBN 88-216-2027-1;
- 2006 erschien in Italien eine weitere, überarbeitete, relativ preisgünstige Ausgabe mit neuen Illustrationen und einer Vorrede des Autors bei Rizzoli in Mailand. ISBN 88-17-01389-7.
- 2013 erschien eine Jubiläumsausgabe, von Serafini überarbeitet und mit neuen Zeichnungen ergänzt, bei Rizzoli, zusammen mit einer begrenzten, nummerierten Luxusausgabe. ISBN 0-8478-4213-4.
- 2014 wurde eine einbändige Ausgabe in der Ukraine publiziert – die erste russische Ausgabe. Kiew, St. Petersburg: Laurus 2014. ISBN 978-966-2449-42-6